# Doka Madureira
Francisco Lima da Silva mit Kurznamen Doka Madureira (* 11. Februar 1984 in Sena Madureira, Acre) ist ein bulgarisch-brasilianischer Fußballspieler. Doka Madureira ist gebürtiger Brasilianer, während seiner Zeit bei Litex Lowetsch nahm er auch die bulgarische Staatsbürgerschaft an.

## Karriere

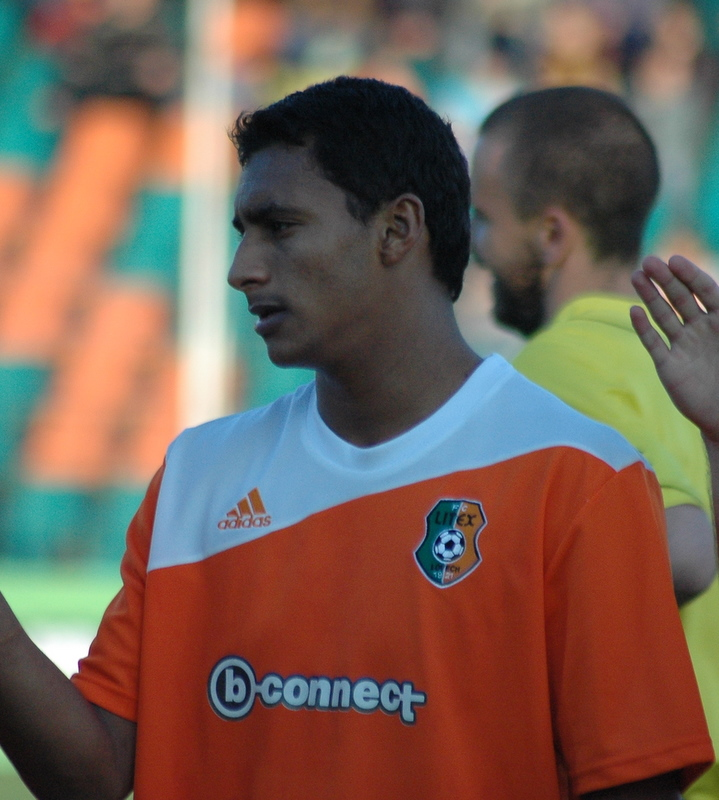
Doka Madureira im Trikot von Litex Lowetsch

Doka Madureira begann mit dem Profifußball beim Rio Branco FC. Bis auf zwei halbjährige Ausleihperioden bei EC Bahia und Goiás EC spielte bei Rio Branco bis zum Sommer 2008.
Anschließend wechselte er zum bulgarischen Erstligisten Litex Lowetsch. Hier wurde er auf Anhieb Stammspieler und spielte für den Verein drei Jahre lang. Während dieser Zeit gewann er mit seinem Klub einmal den Bulgarischen Supercup und einmal den Bulgarischen Pokal.
Zur Spielzeit 2011/12 wechselte er in die Türkei zum Süper-Lig-Verein Istanbul BB (ab 2014 Istanbul Başakşehir). Dort kam er in seiner ersten Saison auf 33 Spiele und neun Tore. Bei diesem Verein etablierte er sich auf Anhieb als Stammspieler und Leistungsträger und trug in diesen Funktionen dazu bei, dass der Verein mit zwei Viertplatzierungen, einer Vizemeisterschaft in der Süper Lig und einer Pokalfinalteilnahme seine bis dato erfolgreichste Zeit der Vereinsgeschichte erlebte. Trotz seiner Verdienste für Başakşehir FK erhielt er im Sommer 2017 keine Vertragsverlängerung. Zum Zeitpunkt seines Abschieds war er mit 30 Toren der erfolgreichste Erstligatorschütze der Vereinsgeschichte.
Zur Saison 2017/18 wechselte er zum Zweitligisten MKE Ankaragücü.

## Erfolge
Litex Lowetsch
- Bulgarischer Supercup-Sieger: 2010
- Bulgarischer Pokalsieger: 2008/09

Mit Istanbul BB/Başakşehir
- Türkischer Vizemeister: 2016/17
- Viertplatzierter der Süper Lig: 2014/15, 2015/16
- Meister der TFF 1. Lig und Aufstieg in die Süper Lig: 2013/14
- Türkischer Pokalfinalist: 2016/17